# Zaur Dachte

Zaur Dachte na Mezinárodním filmovém festivalu v Taškentu 2021

Zaur Dachte (persky زائور داخته, rusky Заур Рустамович Дахте Zaur Rustamovič Dachte; 18. srpna 1936, Dagestán, Sovětský svaz – 15. srpna 2024 Tádžikistán) byl sovětsko-tádžicko-íránský kameraman, filmař a fotograf.

## Život a práce
Zaur Dachte se narodil v roce 1936 v Dagestánu v Ruské sovětské federativní socialistické republice. Ve věku jednoho roku se s rodiči přestěhoval do Íránu, vlasti jeho dědečka z otcovy strany, kde žil v letech 1937 až 1951. V Íránu se jeho otec připojil k íránské komunistické Túde, kde byl zvolen vůdcem lidové dobrovolné skupiny Tudeh Party. Dne 4. února 1949 došlo k významnému pokusu o atentát na šáha Mohammada Rezu Pahlavího. O den později, během zvláštního zasedání íránského parlamentu, byla strana Túde rozhodnutím parlamentu zakázána. Aby unikl represím, rozhodl se jeho otec s rodinou emigrovat do SSSR.
V SSSR byl Zaur Dachte poslán do mezinárodní internátní školy Interdom, kde v roce 1958 dokončil školní docházku.
V roce 1959 začal studovat kinematografii na Gerasimovově institutu kinematografie v Moskvě, často zkráceně WGIK. Po studiích začal pracovat jako kameraman v tádžickém filmu v Dušanbe a většinu života strávil v Tádžikistánu. S tímto filmovým studiem byl spojen celý Dachtův tvůrčí život. Podílel se na vzniku desítek dokumentárních i hraných filmů. Byl kameramanem filmu Rostam a Sohrab (1972), který byl natočen podle stejnojmenné ságy z hrdinského eposu Šáhnáme perského básníka Firdausiho.
Natočil válečné kroniky v Afghánistánu, archeologický nález sochy spícího Buddhy v Tádžikistánu i slavnou tádžickou baletku Maliku Sobirovou.
Celkem vyprodukoval více než 600 filmů, z toho 13 celovečerních, a také tisíce fotografií. Kromě své filmové kariéry byl profesionálním fotografem. První výstava jeho fotografií se konala v Dušanbe v roce 2003. Později se jeho fotografické výstavy konaly v Číně, Indii, Japonsku, Rusku, Francii, Německu, Kazachstánu, Ázerbájdžánu a Bělorusku.
Zemřel 15. srpna 2024 ve věku 87 let při autonehodě, když řídil svůj vůz z Dušanbe do Chudžandu.

## Ocenění
Medaile Хидмати шоиста („Za zvláštní zásluhy“), Dušanbe, Tádžikistán.
Na Mezinárodním filmovém festivalu v Taškentu 2021 byl Zaur Dachte oceněn cenou za celoživotní dílo.

## Filmografie
- 1966: Lole
- 1969: Setkání ve staré mešitě
- 1970: Existují různé ulice
- 1972: Čtyři ze sborového zpěvu
- 1972: Rostam a Sohrab
- 1973: Dobrý den, dobrý člověče
- 1974: Potřebujeme tygra
- 1976: Statečný Shirak
- 1977: Byla to první třída